# William Schaw
William Schaw 1550 - 1602 est le « Maître des Travaux » du roi Jacques VI d'Écosse. Il succède en 1583 à sir Robert Drummond comme « Surveillant général des maçons d'Écosse » et responsable de la construction, de la réparation et de l'entretien des palais royaux, des châteaux et de toute autre propriété du royaume d'Écosse. Il est connu pour être l'auteur des statuts Schaw.

## Biographie
William Schaw est le second fils de John Schaw de Broich, et petit-fils de sir James Schaw de Sauchie. La famille Schaw a des liens avec la cour royale, ils sont Gardiens de la Cave à Vin du Roi » depuis plusieurs générations. Leur blason en témoigne en arborant trois coupes couvertes d’or sur azur.

### Grand maitre des travaux
Le 21 décembre 1583, Jacques VI le nomme Maître des travaux de la couronne d'Écosse à vie, avec la responsabilité de tous les châteaux et palais royaux. William Schaw était déjà rémunéré comme « maître de marque » à la place de Sir Robert Drummond en novembre. [5] Le remplacement de Robert Drummond de Carnock par Schaw, connu comme un catholique romain, peut avoir été une réaction au raid de Ruthven qui enlevé Lennox du pouvoir [6].

## Statuts Schaw
William Schaw est l'auteur des Statuts Schaw, nom donné à deux écrits souvent présentés comme précurseurs de la structuration de la franc-maçonnerie moderne, retrouvés en 1860, au château d'Eglington, proche de Kilwinning en Écosse.